# 1-я Кавказская казачья дивизия
1-я Кавказская казачья дивизия — кавалерийское соединение в составе Русской императорской армии. Входила в состав 1-го  Кавказского армейского корпуса.
Штаб дивизии: Карс. Входила в 1-й Кавказский армейский корпус.

## История дивизии
Дивизия была сформирована Высочайшим указом от 6 августа 1876 года под наименованием Сводной Кавказской казачьей дивизии. 17 декабря 1878 года была переформирована во 2-ю Кавказскую кавалерийскую дивизию. 11 февраля 1883 года дивизия была реорганизована в 1-ю Кавказскую казачью дивизию. Из ее состава был выведен 16-й Тверской драгунский полк, и она стала состоять лишь из казачьих полков. 

### Формирование
- 06.08.1876 — 17.12.1878 — Сводная Кавказская казачья дивизия
- 17.12.1878 — 11.02.1883 — 2-я Кавказская кавалерийская дивизия
- 11.02.1883 — хх.хх.1918 — 1-я Кавказская казачья дивизия

### Боевые действия
Действовала на Кавказском фронте в июле 1915 г.
Дивизия - участница Виленской операции в августе - сентябре 1915 г.
Весной 1917 г. участвовала в Иракском походе 1-го Кавказского кавалерийского корпуса.

## Состав дивизии (в 1914 г.)
- 1-я бригада (Карс)
  - 1-й Кубанский генерал-фельдмаршала Великого Князя Михаила Николаевича полк Кубанского казачьего войска
  - 1-й Уманский бригадира Головатого полк Кубанского казачьего войска
- 2-я бригада (Карс)
  - 1-й Хопёрский Е. И. В. Великой Княгини Анастасии Михайловны полк Кубанского казачьего войска
  - 1-й Горско-Моздокский генерала Круковского полк Терского казачьего войска
- 1-й Кавказский казачий дивизион (Ахалкалаки)

## Командование дивизии
(Командующий в дореволюционной терминологии означал временно исполняющего обязанности начальника или командира. Должности начальника дивизии соответствовал чин генерал-лейтенанта, и при назначении на эту должность генерал-майоров они оставались командующими до момента своего производства в генерал-лейтенанты).

### Начальники дивизии
- 12.08.1876 — 27.06.1881 — генерал-майор (с 27.06.1878 генерал-лейтенант, с 19.02.1879 генерал-адъютант) Шереметев, Сергей Алексеевич
- 27.07.1881 — 23.11.1885 — командующий генерал-майор Свиты Е. И. В. (с 15.05.1883 генерал-лейтенант) князь Амилахори, Иван Гивич
- 29.12.1885 — 16.01.1893 — генерал-майор (с 30.08.1886 генерал-лейтенант) Тутолмин, Иван Фёдорович
- 04.02.1893 — 30.07.1893 — командующий генерал-майор Рубашевский, Григорий Григорьевич
- 31.07.1893 — 20.04.1898 — генерал-майор (с 14.11.1894 генерал-лейтенант) Прозоркевич, Степан Миронович
- 18.05.1898 — 28.07.1899 — командующий генерал-майор Домонтович, Алексей Иванович
- 19.08.1899 — 14.03.1903[7] — генерал-майор (с 06.12.1899 генерал-лейтенант) Ягодин, Николай Модестович
- 12.04.1903 — 03.06.1906 — командующий генерал-майор Вышеславцев, Николай Григорьевич
- 11.06.1906 — 24.10.1908 — генерал-майор (с 06.12.1906 генерал-лейтенант) Кусов, Инал Тегоевич
- 24.10.1908 — 26.11.1912 — генерал-лейтенант Михайлов, Николай Иванович
- 26.11.1912 — 28.04.1916 — генерал-лейтенант Баратов, Николай Николаевич
- 25.05.1916 — хх.хх.1918 — генерал-майор (с 1917 генерал-лейтенант) Раддац, Эрнест-Август Фердинандович

### Начальники штаба дивизии
- 30.11.1876 — 28.08.1880 — подполковник (с 27.03.1877 полковник) Малама, Яков Дмитриевич
- 28.08.1880 — 14.01.1890 — подполковник (с 28.03.1882 полковник) Клечковский, Александр Александрович
- 05.02.1890 — 01.04.1896 — полковник Лисовский, Валериан Яковлевич
- 14.06.1896 — 22.11.1896 — полковник Зегелов, Александр Александрович
- 02.12.1896 — 28.08.1899 — полковник Верещагин. Александр Васильевич
- 04.12.1899 — 14.03.1901 — полковник Томкеев, Иван Петрович
- 17.04.1901 — 10.12.1902 — полковник Чернозубов, Фёдор Григорьевич
- 29.03.1903 — 14.06.1903 — подполковник Гадзяцкий, Александр Николаевич
- 27.08.1903 — 08.12.1904 — подполковник (с 28.03.1904 полковник) Кондратович, Лука Лукич
- 01.05.1905 — 07.05.1913 — подполковник (с 06.12.1907 полковник) Максимов, Николай Сергеевич
- 09.08.1913 — 20.02.1915 — подполковник (с 06.12.1913 полковник) Пионтковский, Иван Николаевич
- 20.02.1915 — 20.12.1916 — подполковник (с 15.06.1915 полковник) Эрн, Николай Францевич
- 20.12.1916 — 29.05.1917 — полковник Разгонов, Александр Константинович
- 08.08.1917 — хх.хх.хххх — и. д. подполковник Инютин, Матвей Васильевич
- 25.11.1917 — хх.хх.хххх — и. д. подполковник Никитин, Борис Владимирович

### Командиры 1-й бригады
- хх.хх.1879 — хх.хх.1883 — генерал-майор Коваленский (Каваленский), Григорий Григорьевич
- 10.03.1883 — 10.10.1884 — генерал-майор Тер-Асатуров, Дмитрий Богданович
- 18.02.1885 — 31.07.1893 — генерал-майор Прозоркевич, Степан Миронович
- 31.07.1893 — 23.03.1894 — генерал-майор Домонтович, Алексей Иванович
- 07.04.1894 — 27.02.1898 — генерал-майор Жуков. Василий Исидорович
- 27.02.1898 — 14.07.1900 — генерал-майор Зборовский, Эраст Григорьевич
- 03.11.1900 — 11.06.1906 — генерал-майор Кусов, Инал Тегоевич
- 19.07.1906 — 15.03.1911 — генерал-майор Логвинов, Александр Петрович
- 13.05.1911 — 04.07.1915 — полковник (с 25.03.1912 генерал-майор) Тургиев, Заурбек Джамбулатович
- 04.07.1915 — 29.02.1916 — полковник Фесенко, Михаил Георгиевич
- 05.05.1916 — хх.хх.хххх — полковник (с 14.07.1917 генерал-майор)  Перепеловский, Александр Васильевич[8]

### Командиры 2-й бригады
- хх.хх.1879 — 10.03.1883 — генерал-майор Тер-Асатуров, Дмитрий Богданович
- хх.хх.1883 — 10.07.1891 — генерал-майор Ризенкампф, Николай Александрович
- 03.08.1891 — 12.11.1899 — генерал-майор Педино, Антон Филиппович
- 10.01.1900 — 31.10.1900 — генерал-майор Али-Шейх-Али Давлетович
- 16.02.1901 — 06.01.1907 — генерал-майор Еглевский, Иван Родионович
- 06.01.1907 — 09.10.1912 — генерал-майор Абациев, Дмитрий Константинович
- 05.11.1912 — 29.07.1914 — генерал-майор Арютинов, Тигран Данилович
- 29.04.1915 — 01.07.1916 — полковник (с 15.06.1915 генерал-майор) Рафалович, Александр Фердинандович
- 01.07.1916 — хх.хх.хххх — командующий полковник Федюшкин, Николай Косьмич

### Командиры 1-го Кавказского казачьего конно-артиллерийского дивизиона
- 20.11.1904 — 26.07.1906 — полковник Штус, Альфред Карлович
- 13.07.1910 — 11.06.1915 — подполковник (с 24.11.1912 полковник) Стопчанский, Владимир Андреевич
- 18.06.1915 — хх.хх.1917 — полковник Бородин, Андрей Данилович